# Dashnor Bajaziti
Dashnor Bajaziti (Kavajë, 4 gennaio 1955) è un ex calciatore albanese, di ruolo attaccante.

## Carriera

### Club
È stato capocannoniere del campionato albanese due volte, nel 1981 e nel 1983.

### Nazionale
Ha esordito con la Nazionale albanese nel 1980, giocando 5 partite sino al 1983.

## Statistiche

### Cronologia presenze e reti in Nazionale
| Cronologia completa delle presenze e delle reti in nazionale ― Albania | Cronologia completa delle presenze e delle reti in nazionale ― Albania | Cronologia completa delle presenze e delle reti in nazionale ― Albania | Cronologia completa delle presenze e delle reti in nazionale ― Albania | Cronologia completa delle presenze e delle reti in nazionale ― Albania | Cronologia completa delle presenze e delle reti in nazionale ― Albania | Cronologia completa delle presenze e delle reti in nazionale ― Albania | Cronologia completa delle presenze e delle reti in nazionale ― Albania |
| Data                                                                   | Città                                                                  | In casa                                                                | Risultato                                                              | Ospiti                                                                 | Competizione                                                           | Reti                                                                   | Note                                                                   |
| ---------------------------------------------------------------------- | ---------------------------------------------------------------------- | ---------------------------------------------------------------------- | ---------------------------------------------------------------------- | ---------------------------------------------------------------------- | ---------------------------------------------------------------------- | ---------------------------------------------------------------------- | ---------------------------------------------------------------------- |
| 3-9-1980                                                               | Tirana                                                                 | Albania                                                                | 2 – 0                                                                  | Finlandia                                                              | Qual. Mondiali 1982                                                    | -                                                                      | 70’                                                                    |
| 19-10-1980                                                             | Sofia                                                                  | Bulgaria                                                               | 2 – 1                                                                  | Albania                                                                | Qual. Mondiali 1982                                                    | -                                                                      | 58’                                                                    |
| 15-11-1980                                                             | Vienna                                                                 | Austria                                                                | 5 – 0                                                                  | Albania                                                                | Qual. Mondiali 1982                                                    | -                                                                      |                                                                        |
| 22-9-1982                                                              | Vienna                                                                 | Austria                                                                | 5 – 0                                                                  | Albania                                                                | Qual. Euro 1984                                                        | -                                                                      | 75’                                                                    |
| 30-3-1983                                                              | Tirana                                                                 | Albania                                                                | 1 – 2                                                                  | Germania                                                               | Qual. Euro 1984                                                        | -                                                                      |                                                                        |
| Totale                                                                 |                                                                        | Presenze                                                               | 5                                                                      |                                                                        | Reti                                                                   | 0                                                                      |                                                                        |

## Palmarès

### Individuale
- Capocannoniere del campionato albanese: 2

1980-1981, 1982-1983